# کل پیشانی‌سفید
کل پیشانی‌سفید (نام علمی: Damaliscus pygargus phillipsi) نام یک گونه از سرده شاخ‌چنگی است.